# Il mondo insieme a te (singolo)
Il mondo insieme a te è un brano musicale scritto e cantato da Max Pezzali nel 2004. È il secondo singolo estratto da Il mondo insieme a te, primo album solista del cantante pavese.
Il brano è contenuto anche in TuttoMax e Max Live 2008.

## Il brano
Il brano è stato prodotto da Marco Guarnerio e Pier Paolo Peroni.

## Il video
Nel videoclip ufficiale della canzone, il cantante Max Pezzali interpreta un fotoreporter di cronaca nera innamorato di una bellissima ragazza che abita in un palazzo di fronte al suo. Lui la guarda e la fotografa dalla finestra. Quando, per lavoro, va sul luogo di un omicidio, invece di fotografare le vittime, fotografa dei bellissimi fiori che spuntano dal terreno, in quanto perso nei suoi pensieri d'amore. Alla fine del video, Max proietta le foto della ragazza sul palazzo in modo che lei possa vedere le foto e notare anche lui alla finestra.
Il videoclip è stato girato a Roma e la protagonista femminile è l'attrice Micaela Ramazzotti.
Il video della canzone è stato premiato al Premio Roma Videoclip.

## Tracce
1. Il mondo insieme a te – 4:01
2. Mai uguali – 4:24

## Formazione
- Max Pezzali - voce
- Marco Guarnerio - basso, chitarra, cori, pianoforte, tastiera
- Mario Zapparoli - batteria
- Claudio Guidetti - chitarra acustica
- Paolo Carta - chitarra
- Fabrizio Frigeni - chitarra